# Campeonato Europeo de Patinaje Artístico sobre Hielo de 2002
El XCIII Campeonato Europeo de Patinaje Artístico sobre Hielo se realizó en Lausana (Suiza) del 14 al 20 de enero de 2002. Fue organizado por la Unión Internacional de Patinaje sobre Hielo (ISU) y la Federación Suiza de Patinaje sobre Hielo.
Las competiciones se efectuaron en el Estadio de Hielo Malley de la ciudad helvética. Participaron en total 159 patinadores de 30 países europeos.

## Resultados

### Masculino
| Puesto | Nombre          | País    | Puntos |
| ------ | --------------- | ------- | ------ |
| Oro    | Alekséi Yagudin | Rusia   | 2,0    |
| Plata  | Aleksandr Abt   | Rusia   | 3,6    |
| Bronce | Brian Joubert   | Francia | 8,6    |

### Femenino
| Puesto | Nombre             | País  | Puntos |
| ------ | ------------------ | ----- | ------ |
| Oro    | Mariya Butýrskaya  | Rusia | 3,0    |
| Plata  | Irina Slútskaya    | Rusia | 3,2    |
| Bronce | Viktoria Volchkova | Rusia | 5,0    |

### Parejas
| Puesto | Nombre                              | País    | Puntos |
| ------ | ----------------------------------- | ------- | ------ |
| Oro    | Tatiana Totmianina / Maksim Marinin | Rusia   | 1,5    |
| Plata  | Sarah Abitbol / Stéphane Bernadis   | Francia | 3,5    |
| Bronce | Mariya Petrova / Alekséi Tíjonov    | Rusia   | 4,0    |

### Danza en hielo
| Puesto | Nombre                                  | País    | Puntos |
| ------ | --------------------------------------- | ------- | ------ |
| Oro    | Marina Anissina / Gwendal Peizerat      | Francia | 2,2    |
| Plata  | Barbara Fusar-Poli / Maurizio Margaglio | Italia  | 3,8    |
| Bronce | Irina Lobachova / Iliá Averbuj          | Rusia   | 6,0    |

## Medallero
| Núm. | País    | Oro | Plata | Bronce | Total |
| ---- | ------- | --- | ----- | ------ | ----- |
| 1    | Rusia   | 3   | 2     | 3      | 8     |
| 2    | Francia | 1   | 1     | 1      | 3     |
| 3    | Italia  | 0   | 1     | 0      | 1     |
|      | TOTAL   | 4   | 4     | 4      | 12    |